# Montiaceae
Montiaceae là một họ thực vật hạt kín, bao gồm khoảng 10-15 chi (tùy quan điểm phân loại), với khoảng 500 loài cây thuộc dạng cây thân thảo hay cây bụi, sống một năm hay lâu năm. Các loài cây này thường có rễ phồng và các lá mọc hình nơ ở sát gốc, các đốt ngắn. Họ này phân bố rộng khắp thế giới, nhưng đặc biệt đa dạng tại miền tây Bắc và Nam Mỹ.
Họ Montiaceae là họ mới được công nhận trong hệ thống APG III và bao gồm các loài/chi trước đây thuộc họ Portulacaceae.
Trong phát sinh loài của APG, họ này có quan hệ chị em với các họ Halophytaceae, Basellaceae, Didiereaceae.

## Các chi
- Calandrinia (bao gồm cả Baitaria, Monocosmia).
- Calyptridium (bao gồm cả Spraguea). Có thể nhập vào chi Cistanthe.
- Cistanthe (bao gồm cả Silvaea). Có thể nhập vào chi Calandrinia.
- Claytonia (bao gồm cả Belia, Limnia).
- Hectorella. Có thể nhập vào chi Lyallia.
- Lenzia
- Lewisia (bao gồm cả Erocallis, Oreobroma).
- Lewisiopsis
- Lyallia
- Montia (bao gồm cả Claytoniella, Crunocallis, Limnalsine, Maxia, Mona, Montiastrum, Naiocrene, Neopaxia, Paxia).
- Montiopsis (bao gồm cả Calandriniopsis). Có thể nhập vào chi Calandrinia.
- Parakeelya. Có thể nhập vào chi Calandrinia.
- Phemeranthus
- Philippiamra. Có thể nhập vào chi Cistanthe.
- Schreiteria